# Стрезовы
Стрезовы — дворянский род.
Бургомистр рижского магистрата Иван Стрезов, 30 августа 1818 года награждён орденом св. Владимира 4 степени; а 1835 ноября 3 пожалован ему с потомством диплом на дворянское достоинство.
Стрезов-фон Георг-Готфрид (Егор Андреевич Стрезов), родился в г. Риге 30 июля 1834(3?)г. Полковник л.-гв Преображенского полка, участник русско-турецкой войны. Ранен в сражении под Филипполем. Скончался от ран 25 января 1878 г. Похоронен 16 марта 1878 г. на Волковском лютеранском кладбище в С-Пб. Жена Берта Мария (Тереза Эрнестовна) в девичестве фон Таубе, род. 22 июля 1845 г. в Гатчине. За заслуги перед отечеством имя и фамилия Егора Андреевича Стрезова были выгравированы на бронзо-вызолоченной доске в главном приделе на большой колонне у правого клироса в Спасо-Преображенском соборе.

## Описание герба
Щит пересечён. В первой, серебряной части, чёрное орлиное крыло, обременённое золотою о шести лучах звездою. Во второй, лазоревой части, золотые на крест положенные колос и меркуриев жезл.
Щит увенчан дворянскими шлемом и короною. Нашлемник: три серебряных страусовых пера. Намёт: справа — чёрный, с серебром, слева — лазоревый, с золотом. Герб Стрезова внесён в Часть 11 Общего гербовника дворянских родов Всероссийской империи, стр. 58.